# 쿠비크 언너
쿠비크 언너(Anna Kubik, 1957년 1월 8일 ~ )는 헝가리의 배우이다.